# Mammea woodii
Mammea woodii är en tvåhjärtbladig växtart som beskrevs av André Joseph Guillaume Henri Kostermans. Mammea woodii ingår i släktet Mammea och familjen Calophyllaceae. Inga underarter finns listade i Catalogue of Life.